# Świerzawa
Świerzawa (en allemand Schönau an der Katzbach) est une ville de Pologne située dans la voïvodie de Basse-Silésie. Elle est le chef-lieu de la gmina de Świerzawa, dans le powiat de Złotoryja.

## Histoire
De 1742 à 1945, Schönau-sur-la-Katzbach fait partie de l'arrondissement de Goldberg, dans le district de Liegnitz au sein de la province de Silésie.